# Formatie van Neeroeteren
De Formatie van Neeroeteren is een geologische formatie uit het Carboon in de ondergrond van het Kempens Bekken in het noordoosten van België en in delen van Nederland. De formatie bestaat uit een afwisseling van lagen zandsteen, kleisteen en steenkool.

## Beschrijving
Aan de basis van de Formatie van Neeroeteren bevindt zich een kleine discordantie met de onderliggende Formatie van Flénu. Daarop bevindt zich een massief bed van grofkorrelige lichtgekleurde zandsteen en conglomeraat met een cement van kaoliniet. Deze zandsteen heeft een hoge porositeit en functioneert als aquifer. Ze wordt afgewisseld met kleilagen, die naar boven toe in de formatie geleidelijk dominant worden. Het bovenste gedeelte bestaat uit dikke kleilagen afgewisseld met dunne zand- en steenkoollagen.
In boringen in het Kempens Bekken kan de Formatie van Neeroeteren een dikte van 300 meter bereiken.

## Stratigrafie
De Formatie van Neeroeteren is onderdeel van het Westfaliaan D (Moscoviaan, ongeveer 310 miljoen jaar oud). In België ligt ze boven op de Formatie van Flénu. De top van de Formatie van Neeroeteren is de top van de Belgische Steenkoolgroep en is een erosievlak dat ontstond door de Hercynische orogenese. Waar de formatie door jongere lagen is afgedekt liggen deze met een grote hoekdiscordantie op het Carboon. In het grootste deel van België is de formatie niet bewaard gebleven en vormen oudere formaties de top van de Steenkoolgroep. De formatie is voornamelijk bekend uit boringen in Limburg. 
Waarschijnlijk loopt de Formatie van Neeroeteren in het noordoosten door in de Nederlandse ondergrond, met name in de Roerdalslenk ten noorden van de Feldbissbreuk. Uit dit gebied zijn echter geen boorgegevens beschikbaar. De formatie is onomstotelijk aanwezig in de ondergrond van het westen en noordoosten van Nederland en onder de Noordzee. Ze ligt daar over de Formatie van Maurits (Laagpakket van Kemperkoul). Ze gaat lateraal over in de Formaties van Hellevoetsluis en Strijen.